# A csigalift
A csigalift a Vízipók-csodapók című rajzfilmsorozat első évadának hetedik epizódja. A forgatókönyvet Kertész György írta.

## Cselekmény
Vízipók nyugalmas élete fenekestül felfordul, amikor egy éles csiga véletlenül elvágja a kristálypalota tartókötelét. Vízipók kezdeti felháborodásán túljutva kedves új ismerősre tesz szert.

## Alkotók
- Rendezte: Szabó Szabolcs, Szombati Szabó Csaba
- Írta: Kertész György
- Dramaturg: Bálint Ágnes
- Zenéjét szerezte: Pethő Zsolt
- Operatőr: Barta Irén, Polyák Sándor
- Hangmérnök: Bársony Péter
- Vágó: Czipauer János
- Rajzolták: Haui József, Hegedűs László, Kecskeméti Ilona, Újváry László
- Színes technika: Kun Irén
- Gyártásvezető: Doroghy Judit, Vécsy Veronika

Készítette a Magyar Televízió megbízásából a Pannónia Filmstúdió és a Kecskeméti Filmstúdió

## Szereplők
- Vízipók: Pathó István
- Keresztespók: Harkányi Endre
- Fülescsiga: Telessy Györgyi
- Rózsaszín vízicsiga: Géczy Dorottya
- Kék vízicsiga: Felföldi Anikó
- Hátonúszó: Velenczey István
- Éles csiga: Deák B. Ferenc